# Битва біля Мюльгаузена (1914)
Битва біля Мюльгаузена (7—10 серпня; 14—26 серпня 1914) — бойові дії французької армії у південному Ельзасі за опанування міста Мюльгаузен (сучасне французьке місто Мюлуз) за часів Першої світової війни.
7 серпня 1914 року французькі війська перейшли французько-німецький кордон та вторглися на територію Німецької імперії. Для французів було надзвичайно важливо якомога швидше вступити на землі Ельзасу та Лотарингії, відторгнуті колись Німеччиною у Франції. Це справило б великий моральний ефект, підняло б дух французьких військ перед початком вирішальних битв.
7 серпня зав'язалися перші бої Прикордонної битви, до 8 серпня наступаючим французьким частинам вдалося відкинути німецькі війська за Рейн та захопити Мюльгаузен, в Ельзасі. У Франції всі вважали, що почалося звільнення споконвічних французьких земель від німецького панування. Проте прибулі німецькі підкріплення 9 серпня несподівано для французів перейшли в наступ та відтіснили французькі війська до кордону.

## Історія
У відповідності до замислу передвоєнної військової стратегії Франції, планом XVII передбачалося відвоювання Ельзасу та Лотарингії — територій, утрачених Францією внаслідок програшу у франко-прусській війні 1870-71 рр. Отже, опанування Мюльгаузена було одним з ключових факторів у реалізації передвоєнних планів. Окрім питання національної гордості щодо відновлення контролю над втраченим Ельзасом, у разі успіху французькі війська могли утворити добрі позиції для подальшого наступу на північ.
Командував операцією по взяттю Мюльгаузена командир 7-го армійського корпусу дивізійний генерал Луї Бонне 1-ї армії Огюста Дюбаї. Йому протистояли формування німецької 7-ї армії генерала Йосіаса фон Герінгена.
Вранці 7 серпня, французи перетнули кордон і швидко захопили прикордонне місто Альткірш за 15 км на південь від Мюлуза штиковою атакою, втративши 100 вбитих вояків. Однак Бонне, підозрюючи підступ у відносно легкому подоланні передових рубежів німецької оборони, з обережністю просувався далі, побоючись наразитися на ретельно підготовлену противником пастку. Однак за наказом про перехід Рейну 8 серпня корпус Бонне продовжив свій наступ на схід, і опанував Мюльгаузен незабаром після того, як німецькі захисники полишили місто.
Захоплення Мюлуза, хоча і без опору з боку противника, спричинило бурхливі святкування у Франції. Мешканці самого Мюлуза вважали французів визволителями.
Рано вранці 9 серпня частини XIV і XV корпусів німецької 7-ї армії прибули зі Страсбурга і провели контратаку на Серне. Німецька піхота вийшла з лісу Гардт і просунулася у східну сторону міста. Зв'язок обох сторін зазнав невдачі, і обидві вели поодинокі дії, німці робили дорогі фронтальні атаки. З настанням ночі німецькі війська увійшли в передмістя Риксайма, на схід від Мюльгаузена, який був відбитий у французів 10 серпня. Французькі війська Бонне відійшли до Бельфора. Далі на північ французький 21-й корпус здійснив коштовні атаки на гірські перевали і був витіснений із Бадонвіля та Лагарда, де 6-та армія взяла 2500 французьких полонених та 8 гармат; цивільних осіб звинувачували у нападі на німецькі війська та піддавали репресіям.
Головнокомандувач французької армії Жозеф Жоффр сформував нову Ельзаську армію на чолі якої поставив генерала Поля По, звільнивши Бонне. Нова армія була підсилена 44-ю дивізією, 55-ю запасною дивізією, 8-ю кавалерійською дивізією та 1-ю групою резервних дивізій (58-ма, 63-тя та 66-та запасні дивізії), щоб 14 серпня знову вторгнутися в Ельзас в рамках більш масштабного наступу 1-ї та 2-ї армій у Лотарингію. Рупрехт Баварський планував перенести два корпуси 7-ї армії в напрямку Сарребурга та Страсбурга; фон Герінген заперечив, оскільки французи не були остаточно розгромлені, але більша частина 7-ї армії була переміщена на північ. Армія Ельзасу розпочала новий наступ проти чотирьох бригад Ландверу.
На лівому фланзі дві дивізії наступали з батальйонами Шассера, які 12 серпня рушили в долину Фехт. Увечері 14 серпня Танн був захоплений французькими силами. До 16 серпня передові частини вийшли за межі передмістя Серне та Даннемарі на західній околиці міста. 18 серпня VII французький корпус атакував Мюльгаузен і захопив Альткірш на південно-східному фланзі, коли північний фланг просувався до Кольмара та Нойф-Брисака.
Німці були витіснені з височини на захід від Мюльгаузена на обох берегах Доллера та у передмістя міста, де відбулися вуличні бої. Вулиці та будинки Дорнаха були поступово захоплені, і до вечора 19 серпня французи знову контролювали місто. Після того, як його охопили, німці поспішно відійшли через ліс Гардт, щоб уникнути оточення і перетнули Рейн, під тиском французів, що їх переслідували, та відступили до Енсісайма, за 20 км на північ. Французи захопили 24 гармати, 3000 полонених та значну кількість техніки.
З захопленням Рейнських мостів і долин, що вели на рівнину, французи отримали контроль над Верхнім Ельзасом. Французи закріпилися на захопленій землі й готувалися продовжувати наступ, але німецька 7-ма армія погрожувала правому флангу 1-ї армії, яка перемістила війська на правий фланг. 23 серпня підготовку було призупинено, оскільки надійшли новини про поразку французької армії в Лотарингії та Бельгії, а наступного дня VII корпусу було наказано здійснити передислокацію до Сомми. 26 серпня французи відійшли від Мюлуза на більш захищену лінію біля Альткірша, щоб забезпечити підкріплення французьких армій ближче до Парижа, а 55-та бригада Ландверу знову зайняла місто. Ельзаська французька армія була розформована, а 8-ма кавалерійська дивізія була передана 1-й армії, ще дві дивізії були відправлені пізніше.